# Réal-IT
Réal-IT est une émission de télévision québécoise d'une durée d'environ 5 minutes et qui passait entre les émissions usuelles de la chaîne VRAK.TV. Elle consistait à présenter des chroniques faites par des jeunes adultes pour un public d'adolescent.

## Acteurs
- Stéphane Bellavance : Frédéric Ledoux (Fred)
- Antoine Mongrain : Sébastien Picard (Sébasse)
- Geneviève Néron : Emmanuelle St-Laurent (Manu)
- Jean-Dominic Leduc : François-Xavier Croteau-Champagne (FX)
- Audrey Lacasse : Véronique Chiasson (Véro)
- Frédéric Pierre : Kevin